# Костенурките нинджа: Пълен хаос
„Костенурките нинджа: Пълен хаос“ (на английски: Teenage Mutant Ninja Turtles: Mutant Mayhem) е супергеройска компютърна анимация от 2023 г., базиран на героите, създадени от Кевин Ийстман и Питър Леърд. Това е седмият пълнометражен филм на „Костенурките нинджа“ и втората пълнометражна компютърна анимация след „Костенурките нинджа“ през 2007 г. Филмът е режисиран от Джеф Роу в режисьорския му дебют, и е ко-режисиран от Кайлър Спиърс, а сценарият е на Брендън О'Брайън. Озвучаващия състав се състои от Никълъс Канту, Мика Аби, Шамън Браун младши, Брейди Нун, Джеки Чан, Айо Едебири, Сет Роугън, Джон Сина, Ханибал Бърес, Роуз Бърн, Айс Кюб, Пост Малоун, Пол Ръд, Мая Рудолф, Наташа Диметриу и Джиянкарло Еспозито.
„Никелодеон“ първоначално обяви филма през 2020 г., докато Роугън, Евън Голдбърг и Джеймс Уийвър са продуценти на филма (под техния етикет „Пойнт Грей Пикчърс“, а анимацията е направена от Mikros Animation и Cinesite. Музиката във филма е композирана от Трент Резнър и Атишъс Рос.
Премиерата на филма се състои в Анси на 12 юни 2023 г., и излиза по кината в Съединените щати на 2 август 2023 г. от „Парамаунт Пикчърс“.

## Озвучаващи артисти
- Мика Аби – Донатело[5]
- Шамън Браун младши – Микеланджело[5]
- Никълъс Канту – Леонардо[5]
- Брейди Нун – Рафаело[5]
- Ханибал Бърес – Дженджис Фрог[5]
- Роуз Бърн - Ледърхед [5]
- Джон Сина – Рокстийди[5]
- Джаки Чан – Сплинтър[5]
- Айс Кюб – Суперфлай[5]
- Наташа Деметриу – Уигнът[5]
- Айо Едебири – Ейприл О'Нийл[5]
- Джиянкарло Еспозито – Бакстър Стокман[5]
- Пост Малоун – Рей Филет[5]
- Сет Роугън – Бебоп[5]
- Пол Ръд – Мондо Геко[5]
- Мая Рудолф – Синтия Утром[5]

## В България
В България филмът излиза по кината на 11 август 2023 г. от „Форум Филм България“.